# Kartografska projekcija
Kartografska projekcija je postopek za sploščitev površine globusa za izdelavo zemljevidov. Pri izboru projekcije za prikaz zemeljske površine na zemljevid je važno, kateri predel zemeljske površine želimo prikazati na njem. Za predele okoli ekvatorja in tiste okoli zemeljskih polov bodo primerne različne projekcije. Najpogostejše uporabljene projekcije so poimenovane po njihovih avtorjih:
- projekcija Lamberta za ekvatorialne predele,
- projekcija Guda, ki zmanjšuje deformacije na zemljevidu,
- projekcija Sanson-Flemestidova, razsekana projekcija,
- projekcija Ekerta, razsekana projekcija,
- projekcija Atova, primerna za zemljevide sveta,
- projekcija Grintena, primerna za okrogle zemljevide,
- projekcija Molvajdeja, primerna za zemljevide sveta.

Obstaja še več avtorjev, ki so priredili katero od znanih projekcij, ali pa specifično obdelali kakšen problem in ga prikazali na zemljevidu, npr. projekcija Lambert-Gauss, Gauss-Kruger in podobne.